# Bertil Pedersson (Lilliehöök)
Bertil Pedersson (Lilliehöök) var en svensk häradshövding i Kullings härad. Han omtalas i skriftliga dokument 1462-1494 och som stod som ägare till Kolbäck 1463.
Gården Kolbäck fick Bertil genom gifte med Gunilla Torbjörnsdotter som var dotter till Torbjörn Jonsson Slätt (gumsehuvud) och Ingrid Björnsdotter (ett sjöblad), som var den föregående ägaren.
Bertil Pedersson är den förste med full visshet kände stamfadern för ätterna Lilliehöök af Gälared och Kolbäck och Lilliehöök af Fårdala. Det är från honom förgreningarna utgår.
Bertil Pedersson var häradshövding i Bjärke härad 1465 till minst 1486, i Kullings härad 1465 och ännu 1494 och kallas "friboren man" i ett brev daterat den 7 juli 1467 samt var närvarande vid ett lagmansting i Skara 1484, där han kallas för en "ärlig och välbördig man".